# Lista de herdeiros do trono brasileiro
Esta é uma lista de indivíduos que foram, em dado período de tempo, considerados os herdeiros do trono do Império do Brasil (1822-1889) e que vieram a ascender ao trono em caso de abdicação ou morte do monarca incumbente. Os herdeiros (presuntivos ou aparentes) que, de fato, sucederam ao monarca imperial brasileiro são representados em negrito.
A lista inclui nobres a partir de 1815, ano em que o Brasil deixou de ser uma colônia portuguesa e passou a integrar o Reino Unido de Portugal, Brasil e Algarves, tendo sede na cidade do Rio de Janeiro. Posteriormente, em 1822, lideranças políticas ligadas a figura de Pedro de Alcântara articularam o movimento que culminou na independência do Brasil em relação ao Reino de Portugal e Algarves. O então recém-proclamado Estado brasileiro herdou grande parte da estrutura nobiliárquica precedente com algumas específicas modificações nas nomenclaturas e concessões, passando a partilhar a mesma casa dinástica com Portugal. Quando da ascensão de Pedro I como Imperador do Brasil, sua filha primogênita Maria da Glória assumiu a condição de herdeira presuntiva do trono brasileiro. Eventualmente, Maria da Glória tornou-se Rainha de Portugal e foi excluída da linha de sucessão brasileira.
Ao longo da história do Brasil Império, Isabel do Brasil foi a única herdeira que não assumiu o trono em função da instauração do regime republicano através de uma manobra política encabeçada pelo Exército Brasileiro em 15 de novembro de 1889. A Família imperial brasileira foi, então, exilada do país e teve seus direitos políticos suspensos até, pelo menos, 1920. 

## Herdeiros do trono brasileiro
| Herdeiro | Herdeiro                                         | Condição   | Relação com o monarca | Período                 | Período                 | Monarca  |         |
| --- | ------------------------------------------------ | ---------- | --------------------- | ----------------------- | ----------------------- | -------- | ------- |
| | João Príncipe do Brasil (1767–1826)              | Aparente   | Filho                 | 11 de setembro de 1788  | 20 de março de 1816     | Monarca  | Maria I |
| João tornou-se herdeiro aparente ao trono após a morte de seu irmão mais velho, José, Príncipe do Brasil, em 1788. A partir de 1792, João passou a governar como Príncipe-Regente mediante declaração de incapacidade mental de sua mãe, a Rainha Maria I. Após a morte desta, em 1816, assumiu efetivamente o trono português, governando até sua própria morte em 1826. | João Príncipe do Brasil (1767–1826)              |            |                       |                         |                         |          | Maria I |
| | Pedro Príncipe do Brasil (1798–1834)             | Aparente   | Filho                 | 6 de fevereiro de 1818  | 7 de setembro de 1822   | João VI  |         |
| Dom Pedro de Alcântara nasceu durante o reinado de sua avó, Maria I, e durante o período de regência de seu pai, João, Príncipe do Brasil. Em 1808, acompanhou a Família real na transferência da corte para o Brasil, nação com a qual criou fortes vínculos políticos e afetivos. Pedro tornou-se herdeiro aparente do trono português após a morte de sua avó e a subsequente ascensão de seu pai, em 1816. Em 1820, João VI o declarou Príncipe-Regente do Brasil e, em 1822, declarou formalmente a Independência do Brasil, tornando-se seu primeiro Imperador. | Pedro Príncipe do Brasil (1798–1834)             |            |                       |                         |                         | João VI  |         |
| | Maria da Glória Princesa Imperial (1819–1853)    | Presuntiva | Filha                 | 12 de outubro de 1822   | 2 de dezembro de 1825   | Pedro I  |         |
| Dona Maria da Glória foi a primeira filha do então Príncipe Real Dom Pedro de Alcântara, então herdeiro aparente da Coroa portuguesa, e de Maria Leopoldina de Áustria. Maria foi declarada herdeira de seu pai após a independência do Brasil, mas teve seu direito suplantado pelo nascimento de um herdeiro masculino em 1825, seu irmão Dom Pedro de Alcântara. Em 1826, Maria foi aclamada como Rainha de Portugal. | Maria da Glória Princesa Imperial (1819–1853)    |            |                       |                         |                         | Pedro I  |         |
| | Pedro de Alcântara Príncipe Imperial (1825–1891) | Aparente   | Filho                 | 2 de dezembro de 1825   | 7 de abril de 1831      | Pedro I  |         |
| Dom Pedro de Alcântara foi o terceiro filho varão de Pedro I e o primeiro destes a alcançar a vida adulta. Pedro tornou-se herdeiro aparente do trono brasileiro imediatamente após seu nascimento, em 1825, suplantando o direito presuntivo de sua irmã, Maria da Glória. Com a abdicação abrupta de seu pai em 1831, Pedro assumiu o trono como segundo Imperador do Brasil aos cinco anos de idade. | Pedro de Alcântara Príncipe Imperial (1825–1891) |            |                       |                         |                         | Pedro I  |         |
| | Januária Maria Princesa Imperial (1822–1901)     | Presuntiva | Irmã                  | 7 de abril de 1831      | 23 de fevereiro de 1845 | Pedro II |         |
| Januária Maria, alcunhada "Princesa da Independência", foi a segunda filha mais velha de Dom Pedro de Alcântara, então Príncipe Real de Portugal. Januária assumiu a condição de herdeira presuntiva do trono brasileiro na ocasião da ascensão de seu irmão mais novo, Pedro II, que dado ser ainda uma criança não possuía herdeiros. Seu direito presuntivo foi suplantado pelo nascimento do primeiro herdeiro do Imperador Pedro II em 1845. | Januária Maria Princesa Imperial (1822–1901)     |            |                       |                         |                         | Pedro II |         |
| | Afonso Pedro Príncipe Imperial (1845–1847)       | Aparente   | Filho                 | 23 de fevereiro de 1845 | 11 de junho de 1847     | Pedro II |         |
| Dom Afonso Pedro foi o primeiro filho de Pedro II e de sua consorte, a Imperatriz Teresa Cristina e, como tal, foi declarado Príncipe Imperial do Brasil e herdeiro aparente do trono brasileiro desde seu nascimento. Sua morte prematura, em 1847, teve um impacto considerável nas relações políticas da corte à época e posicionou sua irmã mais nova, Isabel Cristina, como herdeira presuntiva. | Afonso Pedro Príncipe Imperial (1845–1847)       |            |                       |                         |                         | Pedro II |         |
| | Isabel Cristina Princesa Imperial (1846–1921)    | Aparente   | Filha                 | 11 de junho de 1847     | 19 de julho de 1848     | Pedro II |         |
| Segunda filha e primeira filha mulher do Imperador Pedro II, Dona Isabel Cristina tornou-se herdeira aparente do trono mediante ao falecimento precoce de seu irmão mais velho, Dom Afonso Pedro, em 1847. Este episódio marcou a primeira ocasião de sua condição como herdeira do trono e teve pouca duração, uma vez que Pedro II teria outro filho varão em 1848. | Isabel Cristina Princesa Imperial (1846–1921)    |            |                       |                         |                         | Pedro II |         |
| | Pedro Afonso Príncipe Imperial (1848–1850)       | Aparente   | Filho                 | 19 de julho de 1848     | 9 de janeiro de 1850    | Pedro II |         |
| Dom Pedro Afonso tornou-se o herdeiro aparente do trono brasileiro quando de seu nascimento em 1848, suplantando o direito presuntivo de sua irmã mais velha, Dona Isabel Cristina. Pedro foi o segundo filho varão do Imperador Pedro II e da Imperatriz Teresa Cristina, mas veio a falecer com pouco mais de um ano de idade diante de uma crise agravada por uma febre. | Pedro Afonso Príncipe Imperial (1848–1850)       |            |                       |                         |                         | Pedro II |         |
| | Isabel Cristina Princesa Imperial (1846–1921)    | Aparente   | Filha                 | 9 de janeiro de 1850    | 15 de novembro de 1889  | Pedro II |         |
| Dona Isabel Cristina tornou-se novamente herdeira aparente do trono brasileiro em consequência da morte prematura de seu irmão mais novo, Pedro Afonso, em 1850. Mediante à evidente ausência de novos herdeiros masculinos do casal imperial, Dona Isabel assumiu gradualmente maiores responsabilidades como Princesa Imperial e herdeira de seu pai ao longo de sua juventude. Como tal, Isabel foi empossada Senadora do Império em 1871 e ocupou a condição de Regente do Império em três distintas ocasiões até a destituição da monarquia em 1889.             | Isabel Cristina Princesa Imperial (1846–1921)    |            |                       |                         |                         | Pedro II |         |

## Sucessão histórica
- Rei de Portugal, Brasil e Algarves
  -  Maria I (r. 1777-1816)
    -  José, Príncipe do Brasil
    -  João VI (r. 1816-1822)
      -  Imperador do Brasil
        -  Pedro I (r. 1822-1831)
          -  Maria da Glória
          -  Pedro II (r. 1840-1889)
            -  Januária de Bragança
            -  Afonso, Príncipe Imperial
            -  Isabel, Princesa Imperial
            -  Pedro, Príncipe Imperial
            -  Isabel, Princesa Imperial